# Cmentarz wojenny nr 304 – Łąkta Górna
Cmentarz wojenny nr 304 – Łąkta Górna – cmentarz z I wojny światowej znajdujący się we wsi Łąkta Górna w województwie małopolskim, w powiecie bocheńskim, w gminie Żegocina. Jest jednym z 400 zachodniogalicyjskich cmentarzy wojennych zbudowanych przez Oddział Grobów Wojennych C. i K. Komendantury Wojskowej w Krakowie. Z tej liczby w okręgu bocheńskim cmentarzy jest 46.

## Położenie
Znajduje się w odległości ok. 100 m na wschód od drogi 965, na jej odcinku pomiędzy Muchówką i Łąktą Górną. Miejsce, w którym odchodzi boczna droga gruntowa prowadząca do cmentarza wskazuje oryginalna betonowa tablica na betonowym słupku. Cmentarz położony jest na obrzeżu lasu, na wysokości 360 m n.p.m., tuż poniżej wierzchołka wzgórza 364 m.

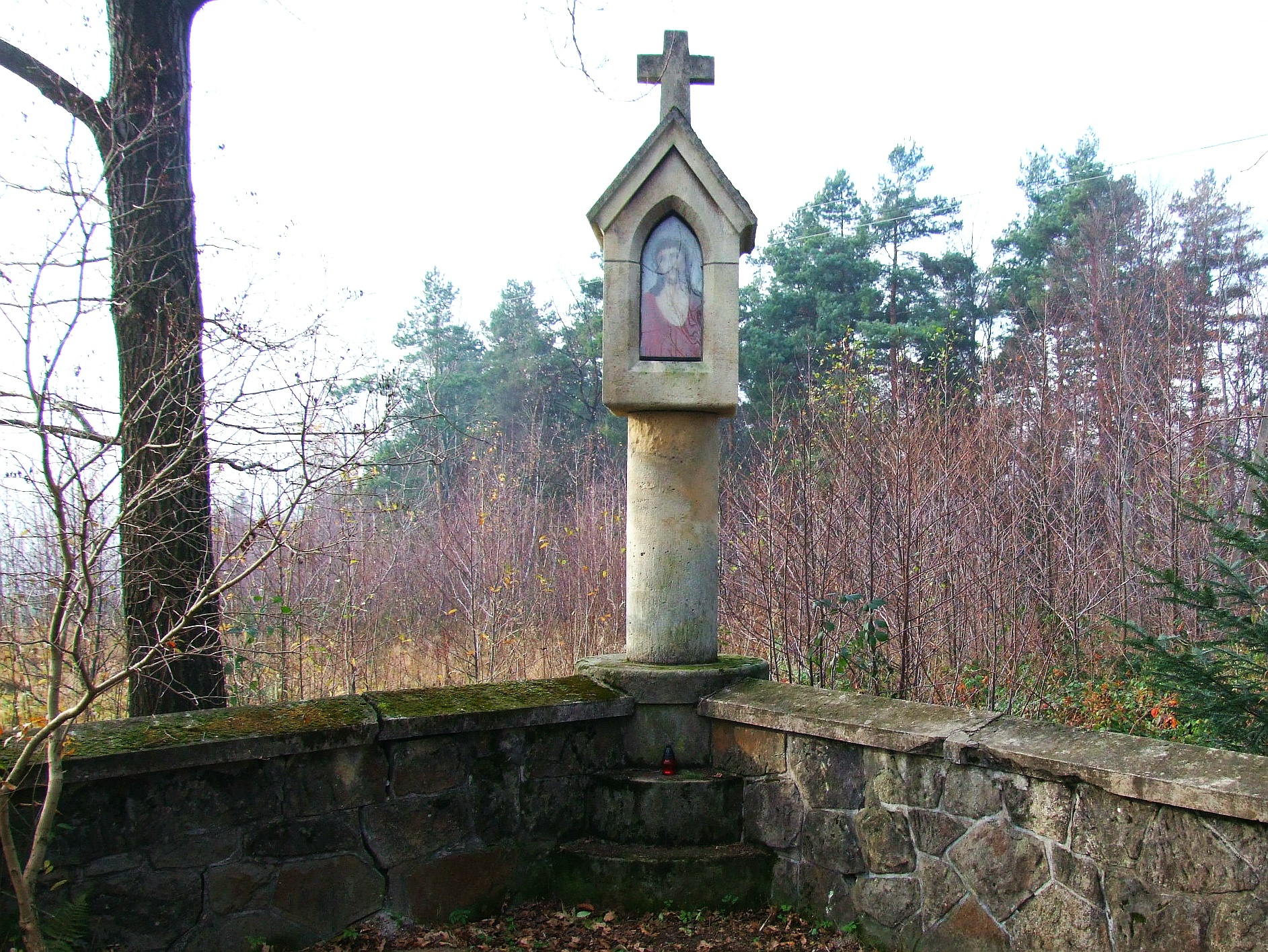
Kolumna z kapliczką

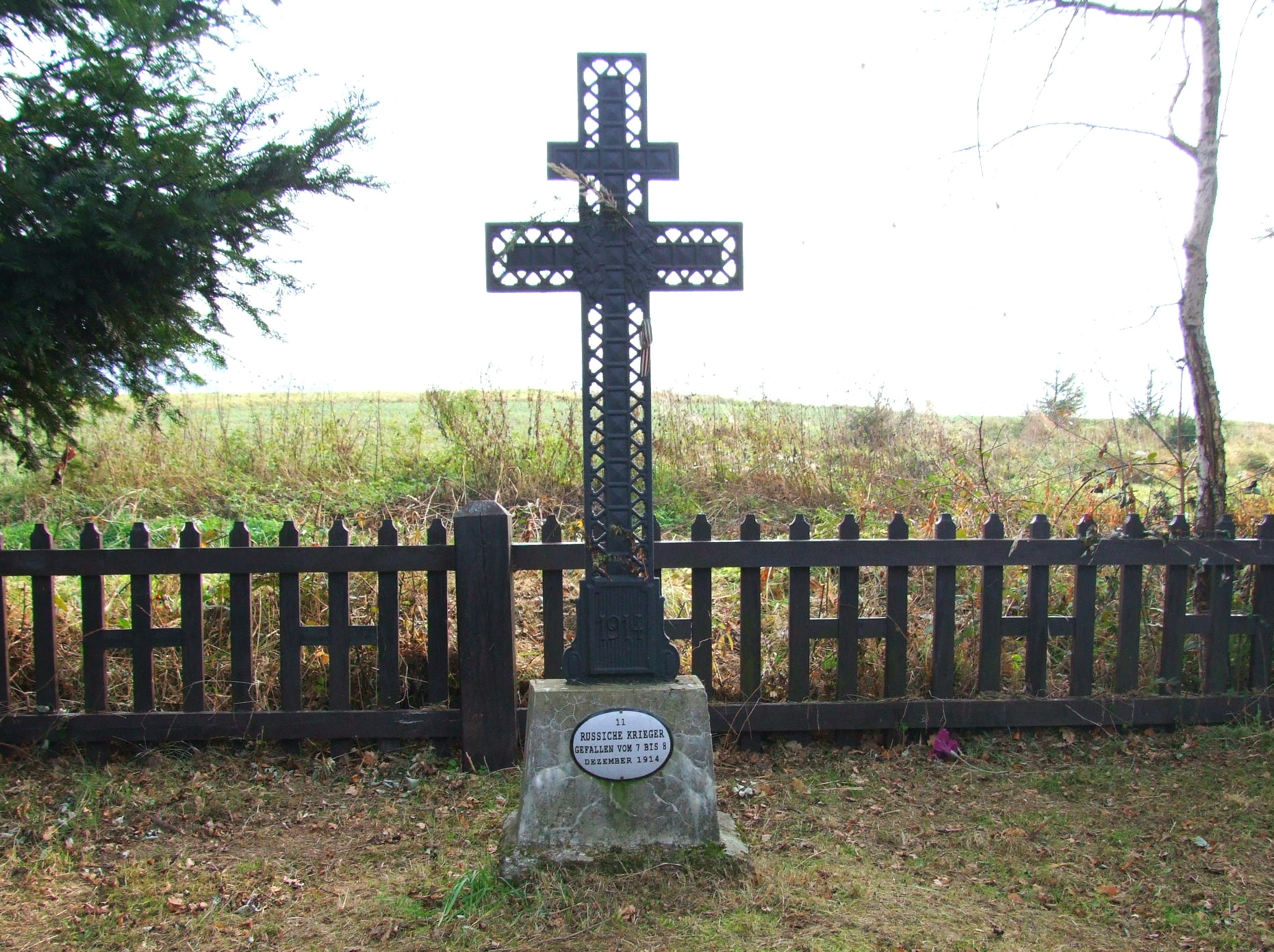
Krzyż na nagrobku żołnierzy rosyjskich

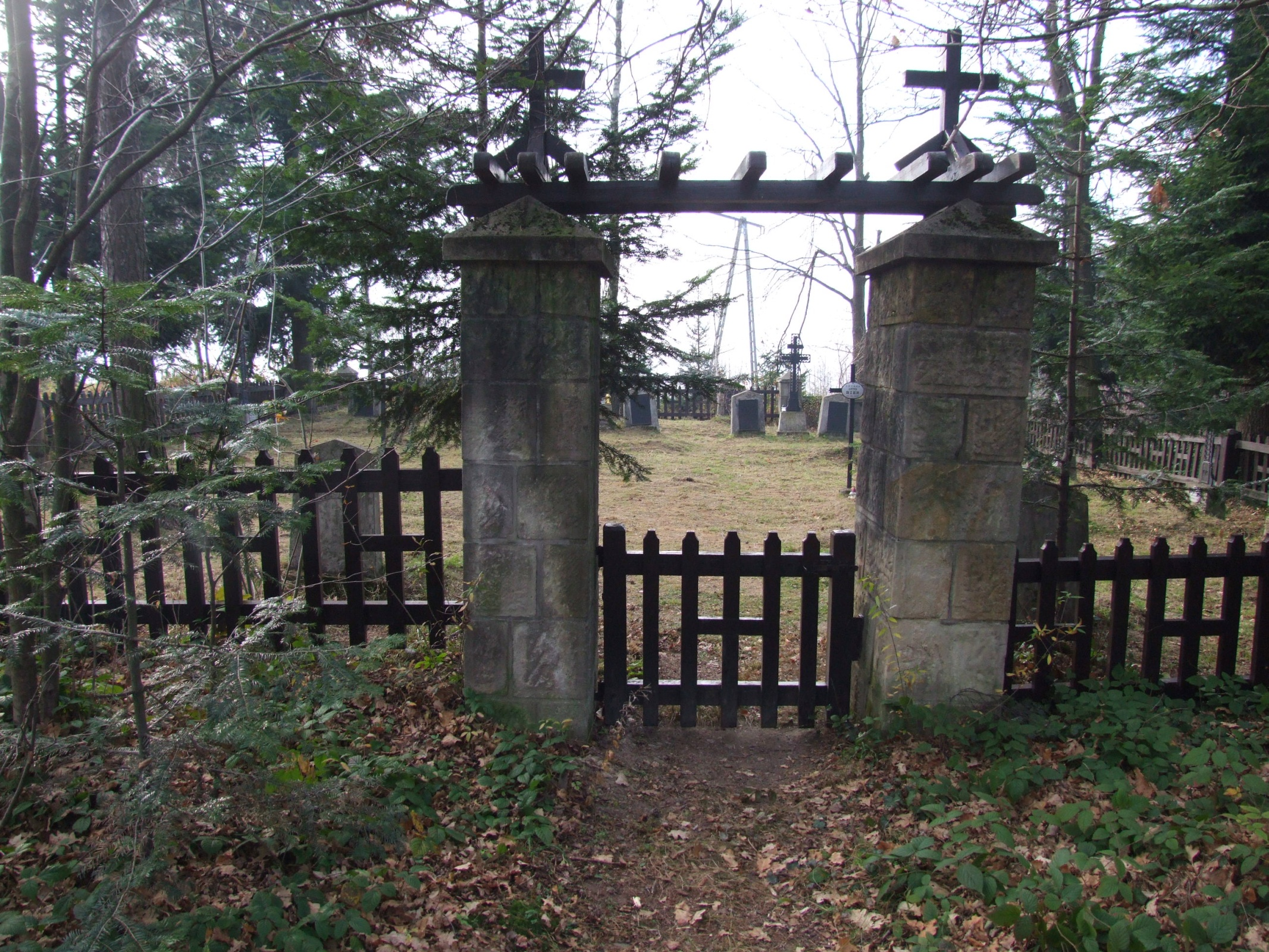
Brama wejściowa

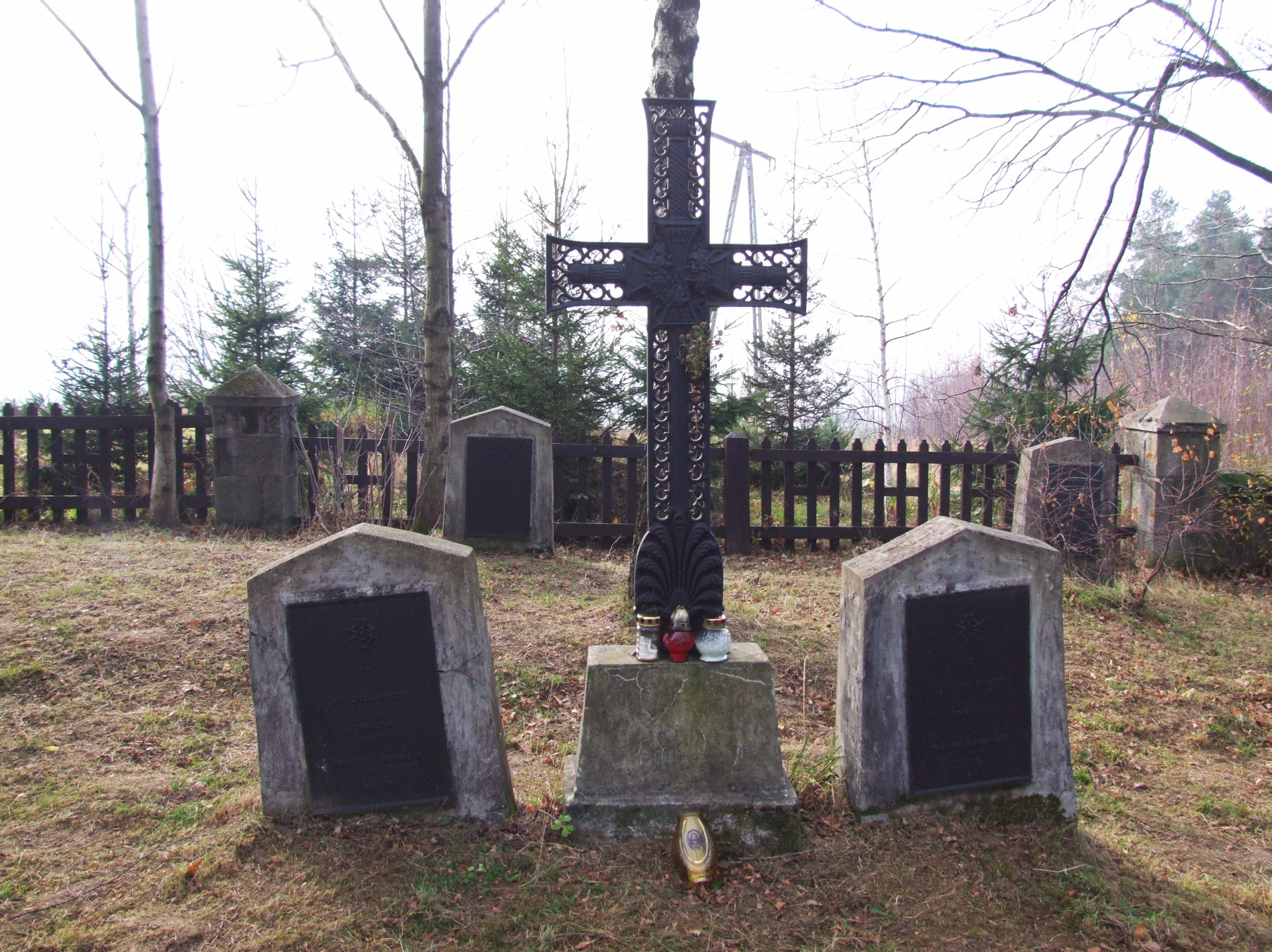
Fragment cmentarza

## Historia
Pochowano tutaj wspólnie na jednym cmentarzu żołnierzy armii rosyjskiej, austro-węgierskiej i niemieckiej którzy zginęli na okolicznych polach w dniach 6-8 grudnia 1914 w czasie operacji limanowsko-łapanowskiej. Żołnierze rosyjskiej armii gen. Radko Dimitrijewa umocnieni byli na wzgórzach Muchówka – Rajbrot, sprzymierzone wojska austriacko-niemieckie przez kilka dni atakowały od doliny Potoku Saneckiego. Ostatecznie Rosjanie wyparci zostali dalej na wschód. Według opinii strategów wojskowych było to wynikiem sukcesów wojsk austriackich na innym odcinku frontu (na północ od Nowego Sącza). Zagroziło to odcięciem armii rosyjskiej od zaopatrzenia i okrążeniem, Rosjanie zmuszeni więc zostali do cofnięcia się.
W walkach podczas operacji limanowsko-łapanowskiej obydwie strony poniosły duże straty i w okolicach znajduje się wiele cmentarzy wojennych. Wszystkie wykonali Austriacy jeszcze w czasie trwania działań wojennych, gdy tylko wyparli Rosjan dalej na wschód. Zamysł projektantów był taki, by ludzie odwiedzający te cmentarze mogli zobaczyć również pole bitwy i uzmysłowić sobie zaciętość i dramatyczność walki. Cmentarz nr 304 urządzono zgodnie z tymi założeniami – bezpośrednio na polu bitwy. Wszystkie walczące tutaj armie były wielonarodowościowe. Na cmentarzu pochowano:
- 25 żołnierzy armii austriackiej
- 76 żołnierzy armii niemieckiej z 20 pruskiego pułku piechoty, 217, 219 i 220 pruskiego rezerwowego pułku piechoty, 19 pruskiego rezerwowego batalionu strzelców, 47 pruskiego rezerwowego pułku artylerii polowej
- 60 żołnierzy armii rosyjskiej

## Opis cmentarza
Jest to niewielki cmentarz (185 m²) na planie prostokąta. Ogrodzenie tworzą murowane z kamienia niskie i masywne słupki, nakryte betonowymi daszkami. Pomiędzy słupkami znajduje się niski, ale masywny drewniany płot. Wejście przez murowaną z ciosanego kamienia wysoką bramę krytą drewnianą pergolą. Jeden z narożników ogrodzenia wzmocniony jest kamiennym murem, w rogu którego stoi mająca kształt latarni kolumna z figurką krytą daszkiem zwieńczonym kamiennym krzyżem. We wnęce kapliczki umieszczono obraz Chrystusa w koronie cierniowej. Na cmentarzu znajduje się 14 mogił zbiorowych i 4 pojedyncze. Na mogiłach umieszczono betonowe stele z żeliwnymi tablicami inskrypcyjnymi lub różnych rodzajów żeliwne krzyże na betonowych cokołach. Na żeliwnych tablicach jest krzyż maltański z wiązanką liści laurowych i wytłoczonymi nazwiskami pochowanych żołnierzy. Krzyże są dwojakiego rodzaju; duże ażurowe i mniejsze, wykonane z płaskich prętów żelaznych. Na wspólnej mogile żołnierzy rosyjskich jest to krzyż lotaryński, na grobach żołnierzy niemieckich i austriackich są krzyże łacińskie.

## Losy cmentarza
W okresie Polski międzywojennej cmentarz jako nowy był jeszcze w dobrym stanie. Po II wojnie ranga cmentarza w świadomości społeczeństwa i ówczesnych władz zmalała, przybyły bowiem nowe, świeższe cmentarze i dramatyczne historie nowej wojny. Cmentarz ulegał w naturalny sposób niszczeniu przez czynniki pogody i roślinność, zdarzały się też wandalizmy. Dopiero od lat 90. zaczęto bardziej dbać o cmentarze z I wojny światowej. W 1994 cmentarz został wciągnięty na listę zabytków nieruchomych. W 2001 gmina Żegocina wykonała kapitalny remont cmentarza i niewielką jego modyfikację (dawne ogrodzenie z rur żeliwnych zastąpione zostało drewnianym płotkiem). Trawa na cmentarzu jest koszona i cmentarz jest na bieżąco pielęgnowany, również przez młodzież szkolną. W Święto Zmarłych młodzież szkolna zapala na cmentarzu znicze, a corocznie w październiku organizuje rajdy szlakami cmentarzy. W gminie Żegocina akcję tę zainicjował Tadeusz Olszewski, nauczyciel gimnazjum.